# Mieczysław Józefczyk
Mieczysław Józefczyk ps. „Miecz” (ur. 15 maja 1928 w Woli Michowej, zm. 25 grudnia 2019 w Elblągu) – polski ksiądz katolicki, infułat, doktor teologii w zakresie socjologii religii, historyk, uczestnik powstania warszawskiego.
W 1943 został przyjęty w szeregi Armii Krajowej. Członek niepodległościowego podziemia po zakończeniu II wojny światowej. Za działalność konspiracyjną przeżył w 1953 próbę zamachu na życie zorganizowaną przez UB. Od 1945 związany z kultywującą tradycje patriotyczne i chrześcijańskie Warmińsko-Mazurską Chorągwią Harcerstwa Polskiego w Olsztynie.
Proboszcz (od 1968 do 2005) parafii św. Mikołaja w Elblągu (od 1992 parafia katedralna), w latach 1987–1992 wikariusz biskupi na terenie województwa elbląskiego, od 1992 wikariusz generalny i konserwator zabytków diecezji elbląskiej.
Wykładowca historii sztuki i konserwacji zabytków w Wyższym Seminarium Duchownym w Elblągu, protonotariusz apostolski, kombatant Armii Krajowej, Honorowy Obywatel Elbląga (19 maja 1994), Honorowy Członek NSZZ „Solidarność” (1995).

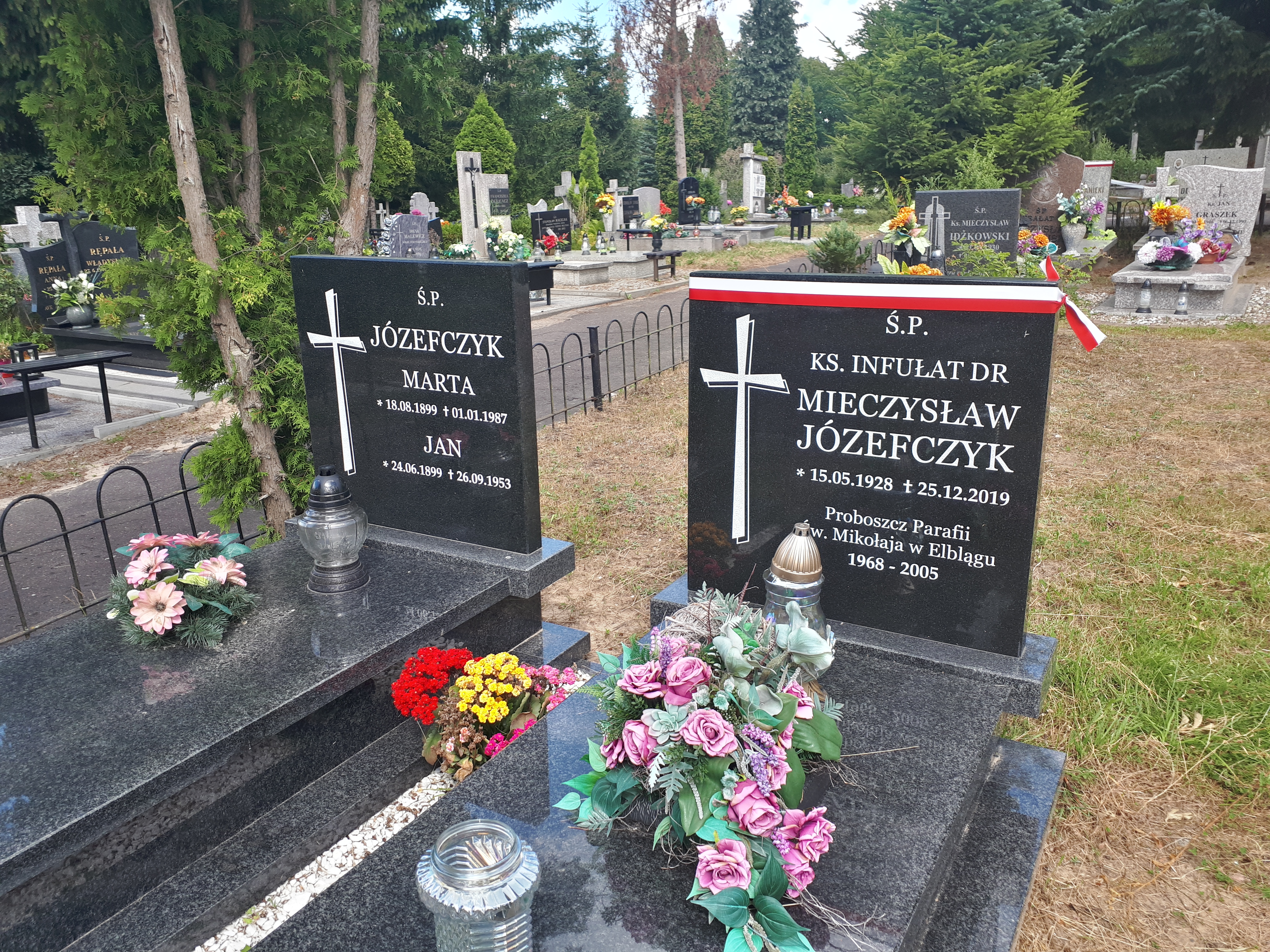
Grób ks. inf. Mieczysława Józefczyka na Cmentarzu komunalnym w Elblągu

Zmarł w Elblągu po ciężkiej chorobie w Święto Narodzenia Pańskiego. Uroczystości pogrzebowe księdza infułata rozpoczęły się 30 grudnia 2019 z wystawieniem ciała w kaplicy bł. Karoliny Kózkównej w katedrze elbląskiej, po tym msza żałobna pod przewodnictwem biskupa pomocniczego elbląskiego Wojciecha Skibickiego, zaś 31 grudnia 2019 po uroczystej mszy św. pogrzebowej pod przewodnictwem arcybiskupa seniora archidiecezji warmińskiej Edmunda Piszcza ciało kapłana zostało pochowane w kwaterze księży na 
cmentarzu komunalnym Dębica.
25 października 2020, dwa miesiące przed pierwszą rocznicą, w obecności kapłanów z katedry elbląskiej i wiernych, nastąpiło poświęcenie nowego nagrobka ks. infułata.

## Odznaczenia
- Złoty Medal „Zasłużony Kulturze Gloria Artis”[10] w 2007
- Warszawski Krzyż Powstańczy 1993
- Krzyż Kawalerski Orderu Odrodzenia Polski 2008
- Krzyż Oficerski Orderu Odrodzenia Polski 2015[11]

## Publikacje
- Historia Elbląga, Gdańsk 1993-2006 (praca zbiorowa)
- Średniowiecze Elbląga. Z problematyki społeczno-religijnej, Elbląg 1996, ISBN 83-85087-43-5
- Opis przerwania wału wiślanego koło Mątów Wielkich w 1786 roku, 1998
- Elbing und Umgebung unter zwei totalitären Regimen 1937-1956, 1998
- Elbląg 1772-1850: Kościoły chrześcijańskie na przełomie dwu epok, Elbląg 2000 ISBN 83-88487-32-9
- Elbląg i okolice (1937-1956). Chrześcijaństwo w tyglu dwu totalitaryzmów, Elbląg 1998, ISBN 83-85087-61-3
- W połowie drogi, Elbląg 2002
- Kaplice i krypty grzebalne w kościele św. Mikołaja w Elblągu, w: Archaeologia et historia urbana, opr. zbior., Elbląg 2004, s. 213-218.
- Elbląskie duchowieństwo katolickie na tle dziejów miasta: 1246-1945, Elbląg 2005, ISBN 83-85087-61-3
- Kościół św. Mikołaja w latach 1945-2000, „Rocznik Elbląski” pod red. Andrzeja Grotha, nr specj. 2006
- Elbląskie drogi 1968-1993, Olsztyn 2006, ISBN 83-88125-48-6
- Parafia św. Mikołaja w Elblągu u schyłku XVII wieku za czasów proboszcza Tomasza Prątnickiego, Studia Elbląskie 8 (2007), s. 7-16.
- Pomezania - trudne czterdziestolecie (1637-1677), Studia Elbląskie 12 (2011), s. 7-23
- Z dziejów religijnych Pomezanii w XVII wieku, Tom I. Synteza dziejów, Malbork 2012, ISBN 978-83-60518-49-6
- Z dziejów religijnych Pomezanii w XVII wieku, Tom II. Źródła do dziejów XVII- wiecznej Pomezanii, Malbork 2013, ISBN 978-83-60518-63-2
- Z dziejów religijnych Pomezanii w XVIII wieku, Tom I. Synteza dziejów, Malbork 2015, ISBN 978-83-60518-70-0
- Z dziejów religijnych Pomezanii w XVIII wieku, Tom II. Źródła do dziejów XVIII- wiecznej Pomezanii, Malbork 2015, ISBN 978-83-60518-71-7
- Kościoły malborskie w I połowie XVII wieku, w: Jezuici w Malborku a życie religijne na terytorium diecezji pomezańskiej w okresie nowożytnym, red. J. Hochleitner, Malbork 2014
- Kościół i społeczeństwo w Prusach Krzyżackich. Teksty źródłowe do dziejów chrześcijaństwa w Pomezanii i Pogezanii, Elbląg 2017,
- Translacja Bulli De salute animarum i dokumentów korygujących granice diecezji warmińskiej w 1861 i 1922 roku, Studia Elbląskie 18 (2017), s. 9-35